# Hans Bardens
Hans Bardens (* 26. Januar 1927 in Ludwigshafen am Rhein; † 20. März 2003) war ein deutscher Politiker (SPD) und von 1965 bis 1983  Bundestagesabgeordneter.

## Leben
Bardens nahm von 1943 bis 1945 als Soldat am Zweiten Weltkrieg teil. Nach dem Krieg studierte er Medizin und war als Assistenzarzt an unterschiedlichen Krankenhäusern beschäftigt. 1961 ließ er sich als Praktischer Arzt nieder.
Von 1968 bis 1975 war er Mitglied der gruppe parallel, einem Zusammenschluss von Künstlern und Wissenschaftlern. Von 1969 bis 1989 war er Vorsitzender des Arbeiterwohlfahrt-Stadtkreisverbandes in Ludwigshafen und hat sich besonders für Integrationsfragen engagiert.
Er war verheiratet und hatte zwei Kinder.
Der Arzt David Bardens ist sein Enkel.

## Abgeordneter
Bardens war von 1965 bis 1983 Mitglied des Deutschen Bundestages und wurde jeweils direkt im Wahlkreis Ludwigshafen gewählt. Er war Vorsitzender der Arbeitsgruppe „Gesundheitspolitik“ im Bundestag. Von 1976 bis 1983 gehörte er zudem der parlamentarischen Versammlung des Europarates an. Er war bei dieser von 1980 bis 1983 Beobachter und Berichterstatter über die innenpolitische Entwicklung in der Türkei.
Von 1979 bis 1994 war Bardens Mitglied des Ludwigshafener Stadtrates und dort Sprecher der SPD-Fraktion im Krankenhausausschuss.

## Partei
Bardens trat 1946 der SPD bei. Er war von 1968 bis 1986 Vorsitzender der Arbeitsgemeinschaft sozialdemokratischer Ärzte und Apotheker.